# Shahrestān di Fereydun Kenar
Lo shahrestān di Fereydun Kenar (farsi شهرستان فریدون‌کنار) è uno dei 20 shahrestān della provincia del Mazandaran, il capoluogo è Fereydun Kenar, una città di 34.452 abitanti (nel 2006). La provincia era in precedenza una circoscrizione della provincia di Babolsar.